# Tien-tai
Tien-tai (PY Tientai; Jpn Tendai) también conocido como Chih-i, fue el fundador de la escuela Tien-tai en China; vivió entre el 538 y el 597 y comúnmente se le refiere como el Gran Maestro Tien-tai (Jpn Tian-tai Daiji) o el Gran Maestro Chih-che (Chih-che quiere decir "persona de sabiduría").

## Biografía
El nombre fue tomado del Monte Tien-tai, donde vivió y se convirtió en el nombre de la escuela Budista fundada por él.
Nació en Hua-jung en Ching-chou, China, donde su padre era un oficial importante en el gobierno de la dinastía Liang (502-557). Al caer la dinastía Liang su familia se vio forzada a exiliarse y poco después sus padres fallecieron. En 555 entra en el sacerdocio Budista bajo la tutela de Fa-hsu en el templo Kuo-yuan-ssu. Luego viaja al Monte Ta-hsien donde estudia el Sutra del Loto y las escrituras relacionadas con este. 
En 560 visita a Nan-yueh (también conocido como Hui-ssu) en el Monte Ta-su para estudiar bajo su supervisión, y como resultado de su práctica asidua, se dice que él logra un despertar a través del capítulo "Rey de la Medicina" del Sutra del Loto. A este despertar se le refiere como "iluminación en el Monte Ta-su".
Después de siete años de práctica bajo la supervisión de Nan-yueh, Tien-tai deja Monte Ta-su, y se dirigió a Chun-ling la capital de la dinastía Chen, en donde vivió en el templo Wa-kuan-ssu por ocho años y dio lecturas sobre el Sutra del Loto y otros textos. Su fama se propagó y obtuvo muchos seguidores. Dándose cuenta de que el número de sus seguidores obteniendo compenetración con su enseñanza estaba decreciendo, en orden de profundizar su entendimiento y práctica se retira al Monte Tien-tai en el año 575. Poco después ante la repetida solicitud del emperador, dio lecturas sobre Los Tratados Sobre la Gran Perfección de la sabiduría y El Sutra Benevolente Rey en la corte imperial en Chin-ling.
En 587 en el templo Kuang-che-ssu en Chin-ling, dio lecturas sobre el Sutra del Loto, que fueron recopiladas en lo que se conoce como Las Palabras y Frases del Sutra del Loto Antes de la caída de la dinastía Chen, regresa a su nativa Ching-chou y expuso enseñanzas que fueron recopiladas como El Profundo Significado del Sutra del Loto y Gran Concentración y Penetración en el 594 en el templo Yu-chuan-ssu. Las tres recopilaciones anteriores fueron hechas por su discípulo Chang-an y se volvieron los tres textos más importantes de la escuela Tien-tai. Finalmente el regreso a Monte Tien-tai donde falleció en el año 597.
Tien-tai criticó la clasificación de las escrituras de las diez mayores escuelas Budistas de su tiempo, las cuales consideraban al Sutra de la Guirnalda de Flores (Avatamsaka) o al Sutra del Nirvana como las más importantes enseñanzas de Buda. 
El también estableció la práctica de contemplación triple en una sola mente y el principio de tres mil aspectos en un solo instante de vida. Debido a que sistematizó las doctrinas de lo que se volvería la escuela Tien-tai, es considerado su fundador. Aunque según el prefacio de Chang-an de la obra Gran Concentración y Penetración, el linaje de la enseñanza en si comenzó con Hui-wen, quien basó su enseñanza en Nāgārjuna y se la transfirió a Nan-yueh.